# Anthropologie féministe
L'anthropologie féministe est une approche qui cherche à transformer la production des connaissances, les pratiques de recrutement et les résultats de la recherche  en anthropologie en faisant appel à la théorie féministe. Elle réagit contre des pratiques scientifiques qui, dans une anthropologie traditionnellement dominée par les hommes, tendent à invisibiliser les femmes — comme le fait de privilégier l'étude des activités masculines, l'attention sélective portée à certaines activités féminines plutôt qu'à d'autres, l'assimilation des femmes à des êtres naturels par opposition aux hommes bâtisseurs de civilisations. Cette nouvelle approche de l'anthropologie a favorisé la publication d'un plus grand nombre d'études sur les femmes, et une meilleure prise en considération de la parole des femmes rencontrées lors du travail de terrain. De plus, l'anthropologie féministe a contribué à mettre en évidence les formes de pouvoir que les hommes exercent sur les femmes — sur le travail féminin par exemple, souvent déconsidéré et mal rémunéré, ou sur la sexualité féminine.
Historiquement, des féministes comme Margaret Mead (1901-1978) et Hortense Powdermaker (1900-1970) font figure de pionnières dans le domaine de  l'anthropologie. Cependant l'anthropologie féministe n'a été reconnue comme une sous-discipline de l'anthropologie qu'à partir des années 1970. Elle a traversé deux grandes phases historiques, « l'anthropologie des femmes » dans les années 1970, et « l'anthropologie du genre » dès les années 1980. 
L'anthropologie féministe comporte quatre champs de recherche principaux, l'anthropologie culturelle, l'anthropologie linguistique, l'anthropologie physique, et l'archéologie. 
Théorisée par des féministes occidentales, elle a pu être critiquée en raison de son ethnocentrisme, avant de diversifier ses approches et d'associer à l'étude du genre celle des problèmes liés au racisme et aux inégalités sociales.

## Histoire

### Avant la professionnalisation de l'anthropologie
Les anthropologues féministes retracent leur généalogie à la fin du 19e siècle, époque où des femmes anthropologues participent, quoique de façon marginale, à des travaux dirigés par des hommes anthropologues ; il en va ainsi d'Erminnie Smith, Alice Cunningham Fletcher, Matilda Coxe Stevenson, Frances Densmore, autodidactes pour la plupart. L'héritage de ces premières anthropologues s'est effacé du fait de la professionnalisation de la discipline au tournant du 20e siècle. Elles étaient souvent les épouses d'anthropologues hommes ayant une formation académique supérieure ; certaines facilitaient les recherches de leur mari en tant que traductrices et ou faisant un travail de transcription. Margery Wolf (1933-2017), par exemple, a écrit son étude ethnographique, The House of Lim. A Study of a Chinese Farm Family, à partir des expériences qu'elle a vécues en suivant son mari sinologue Arthur Wolf dans le nord de Taiwan lors du travail de terrain qu'il devait effectuer.

### Anthropologie des femmes
L'anthropologie des femmes, théorisée dans les années 1970, a tenté de réhabiliter les femmes en tant qu'actrices culturelles distinctes, autrefois effacées du fait de l'attention quasi exclusive que les anthropologues masculins portaient aux hommes ; elle a critiqué le primat accordé aux vies masculines, considérées traditionnellement comme représentatives de la vie sociale dans son ensemble, et comme la mesure de l'universel. Des ouvrages comme Women in the Field de Peggy Golde (1970) et le volume édité par Michelle Rosaldo (en) et Louise Lamphere (en), Woman, Culture, and Society (1974), comptent parmi les textes importants de cette première phase historique de l'anthropologie féministe. Les anthropologues masculins, a fait valoir Peggy Golde, ont rarement accès aux femmes des tribus et des sociétés qu'ils étudient, en raison de la menace sexuelle qu'ils représentent pour elles. En tant qu'hommes, ils reçoivent les récits d'autres hommes qui leur parlent des femmes, dans des situations où les femmes elles-mêmes ne sont pas du tout présentes. 
Un exemple connu des déformations de perspective induites par «l'anthropologie pratiquée par les hommes, se plaçant d'un point de vue universel, mais en fait masculin», est celui du regard porté sur les Mélanésiens des Îles Trobriand. Reconsidérant la description que Bronisław Malinowski avait donnée en 1914 de la société trobriandaise, Annette Weiner a montré que cet anthropologue avait minoré le rôle des femmes. Les données plus complètes collectées par Annette Weiner lui ont permis d'affirmer que les femmes des Îles Trobriand exercent un grand pouvoir dans plusieurs types d'activités (comme dans le domaine du rite). 
L'anthropologie des femmes s'est posé la question de savoir si la subordination des femmes était ou non un fait universel. Ce débat a opposé notamment Sherry Ortner qui a soutenu l'idée d'une asymétrie universelle (interculturelle) entre hommes et femmes (en 1974), à Eleanor Leacock ; cette dernière a affirmé (en 1981) que la subordination des femmes était un phénomène lié à la division sexuelle du travail dans les sociétés industrialisées, et qu'elle était le produit des relations capitalistes qui ont dominé le mode de production mondial par le moyen de la colonisation.
L'anthropologie féministe a connu un processus d'institutionnalisation pendant les années 1970 qui s'est traduit aux États-Unis par la création d'une sous-section spécifique dans l'American Anthropological Association - «The Association for Feminist Anthropology (en)» - et sa propre publication, Feminist Anthropology.

### Anthropologie du genre
Dans le sillage de Gayle Rubin, et de ses travaux sur le concept du «système de sexe / genre», l'anthropologie des femmes est devenue une anthropologie du genre. Le sexe est un ensemble de significations et de relations liées au sexe biologique ; le genre est une construction sociale et psychologique, sa définition varie selon les cultures. Les recherches se sont orientées vers l'étude du genre en relation avec l'appartenance ethnique, ou avec la classe sociale. Alors que l'anthropologie des femmes s'intéressait surtout aux différences entre hommes et femmes, l'anthropologie du genre explore les différences séparant les femmes entre elles, par le recours notamment aux catégories de l'ethnicité et de la classe, mais aussi à celles de l'âge, de la profession, du pouvoir, etc.. La fragmentation des domaines d'étude est bien plus accentuée qu'auparavant.
Il est ainsi apparu, dans cette deuxième phase historique de l'anthropologie féministe, que les débats antérieurs au sein de la discipline sur le caractère «égalitaire» ou non des sociétés, sur la domination masculine, et même sur «l'homme» et la «femme», n'étaient guère pertinents dans une perspective transculturelle. Les femmes ne sont plus considérées comme une communauté ou une catégorie universelle qui va de soi. 
Les questions de colonialisme et de postcolonialisme ont pris une place plus importante dans l'anthropologie du genre. Les anthropologues noires, qui étaient autrefois marginalisées, reçoivent plus d'attention — même si elles n'obtiennent toujours pas la reconnaissance que leurs travaux appelle, comme l'ont montré les travaux d'Irma McClaurin. À la suite de l'essor du féminisme des femmes de couleur (Black feminism), l'anthropologie du genre a remis en question les préoccupations jugées trop bourgeoises des féministes et anthropologues de la première vague.
L'anthropologie du genre a réagi contre la théorie du «féminisme culturel», défendue notamment par Mary Daly et Adrienne Rich, théorie essentialiste qui affirme que les femmes seraient par nature sentimentales, passives, émotives etc. à la différence des hommes. Le féminisme culturel justifie ainsi les rôles traditionnels des hommes et des femmes, tout en ignorant les «pouvoirs oppressifs» qui ont modelé ces prétendues essences féminine et masculine. 
La critique des biais androcentriques de l'anthropologie s'est poursuivie au cours de cette deuxième phase ; ainsi, selon Henrietta Moore (en) l'anthropologie, même lorsqu'elle était pratiquée par des femmes, avait tendance à «[ordonner] le monde dans un idiome masculin [...] parce que les chercheurs sont soit des hommes, soit des femmes formées dans une discipline à vocation masculine». L'architecture théorique et les méthodes pratiques de l'anthropologie, a fait valoir Henrietta Moore, ont été si largement influencées par l'idéologie sexiste (l'anthropologie a été communément appelée «étude de l'homme» pendant une grande partie du XXe siècle) que sans un examen sérieux de sa propre démarche et un effort conscient pour contrer ce biais, l'anthropologie ne pouvait pas représenter de manière significative l'expérience féminine.

## Champs d'études

### Anthropologie culturelle féministe
L'anthropologie culturelle féministe prête attention à «la dimension sexuée des rapports sociaux», et à la façon dont sexe et genre varient culturellement . Avant les années 1980, l'anthropologie des femmes se centrait principalement sur des aspects tels que la famille, le mariage et la parenté. L'anthropologie du genre a réagi contre ces représentations stéréotypées et entrepris d'étudier des aspects plus larges de la culture. Depuis les années 2000, l'anthropologie culturelle du genre tend à abandonner la catégorisation fixe du masculin et du féminin pour analyser plutôt la fluidité des manifestations du genre et des sexualités,. 

### Anthropologie linguistique féministe
L’anthropologie linguistique féministe étudie la dimension  langagière de  la   question du genre. La première génération de linguistes féministes dans les années 1970 a voulu mettre en évidence l'oppression des femmes dans l'usage ordinaire du langage, et les différences entre les pratiques masculines et féminines de la langue. Par exemple selon Robin Lakoff (en) le langage des femmes présenterait un grand nombre d'expressions atténuant les affirmations (« une sorte de », « j'ai l'impression que » etc.) et traduirait la position subordonnée des femmes. Dale  Spender affirme dans Man-Made Language (1980) que « le langage est sexiste » et que les hommes, par leur pratique de l'interruption de parole, leur contrôle du volume etc. l'utiliseraient pour dominer les femmes. Dans les années 1990 la recherche féministe a considéré la différence entre hommes et femmes non plus comme une donnée préexistante mais comme le produit d'une culture ; ainsi le langage contribue à construire cette différence. Des approches plus récentes s'intéressent à l'entrecroisement, dans le langage, du genre et de l'identification à des groupes particuliers multiples qui diversifient le genre.

### Anthropologie médicale, biologie féministe
Aujourd'hui, l'anthropologie féministe porte une attention particulière à l'étude du corps féminin lorsqu'il rencontre l'action de la médecine. Les techniques de procréation médicalement assistée ont provoqué des débats sur «l’ambivalence de la technologie» ; les anthropologues se demandent notamment si ces nouvelles technologies favorisent l’autonomie des femmes en matière de reproduction ou si au contraire elles font du corps féminin une marchandise. Aux thèmes de la santé reproductive et de la fertilité, s'ajoute la question du don d'organes. Certains travaux d'anthropologie féministe étudient la manière dont les corps, en particulier ceux des populations dites indigènes, sont classés et rendus vulnérables par les technologies, et la manière dont les catégories de races sont réifiées. 

### Archéologie féministe
L'archéologie féministe est apparue à la fin des années 1970 et au début des années 1980. L'étude de 1984 de Margaret Conkey et Janet Spector, Archaeology and the Study of Gender, résumait la critique féministe de l'archéologie telle que cette discipline se pratiquait à cette époque : dans le budget attribué à la recherche, étaient financés prioritairement les travaux sur des vestiges associés aux hommes, comme la production de pointes de projectiles ou les sites d'abattage ; dans leur étude de la division sexuelle du travail, les archéologues calquaient sur les sociétés anciennes les normes de genre modernes. Les chercheuses étaient généralement encouragées à poursuivre des études en laboratoire, plutôt qu'à travailler sur le terrain (même s'il y a eu des exceptions tout au long de l'histoire de la discipline) et l'image-type de l'archéologue était celle d'un «cowboy de la science» viril et masculin.
Les archéologues féministes ont soulevé récemment la question de l'«archéosexisme» et des agressions sexuelles lors de travaux de terrain, en menant des recherches savantes sur la vie sociale des archéologues. Une enquête Web sur les expériences de terrain en anthropologie biologique a révélé que 19% des femmes sont victimes d'agressions sexuelles au cours du travail de terrain, et que 59% des anthropologues - hommes et femmes - sont victimes de harcèlement sexuel.

## Relations avec les cultures non-occidentales
Parce que les théoriciennes féministes sont pour la plupart occidentales, leurs idées sur le féminisme s'appliquent mal aux cultures sur lesquelles elles enquêtent. Michelle Rosaldo (en) critique la tendance de ces féministes à traiter les autres cultures contemporaines comme anachroniques, à voir d'autres parties du monde comme représentant des périodes passées de l'histoire occidentale — pour dire, par exemple, que les relations de genre dans un pays sont en quelque sorte bloquées à un stade historique antérieur à celui des sociétés européennes et américaine. Michelle Rosaldo écrit à ce sujet : « nous », féministes occidentales, avons considéré les femmes d'autres pays comme « une image dépouillée de nous-mêmes, de sorte que la spécificité historique de leur existence et de la nôtre en a été obscurcie». L'anthropologie, a fait valoir Henrietta Moore (en), en parlant des femmes et non pour elles, devrait être capable de corriger ce biais.  
Les femmes anthropologues appartenant à des minorités ethniques ont été parmi les premières à critiquer l'anthropologie féministe, lui reprochant de considérer les questions de genre exclusivement et de méconnaître les problèmes liés au racisme et aux inégalités sociales. Les anthropologues féministes blanches de la classe moyenne se sont efforcées de réparer cette distorsion ; l'accès à des postes universitaires d'un grand nombre d'anthropologues appartenant à des minorités a contribué à une diversification des approches.

## Situation dans le monde universitaire
L'anthropologie féministe, soutient Rayna Rapp (en), est sujette à une «double différence» par rapport au monde universitaire traditionnel. C'est une tradition féministe, faisant partie d'une branche de l'érudition parfois marginalisée en tant que ramification du postmodernisme et du déconstructionnisme ; elle est préoccupée par les expériences des femmes - qui sont marginalisées par une orthodoxie androcentrique. De plus, l'anthropologie féministe aborde des expériences et des concepts non occidentaux, des domaines de connaissances jugés périphériques par rapport aux connaissances créées en Occident. L'anthropologie féministe est donc doublement marginalisée.
Marilyn Strathern soutient que l'anthropologie féministe, en tant que tradition posant un défi au courant dominant, ne peut pas s'intégrer pleinement à ce courant dominant : elle existe pour critiquer, déconstruire et défier.

### En français
- Nicole-Claude Mathieu, entrée «Féministes (études) et anthropologie» dans Dictionnaire de l'ethnologie et de l'anthropologie, dir. Pierre Bonte et Michel Izard, PUF, 1991.
- Nicole-Claude Mathieu, L'arraisonnement des femmes, Essais en anthropologie des sexes, 1985 ; il s'agit du premier ouvrage de référence en français sur l'anthropologie féministe[2].
- Françoise Héritier, Masculin-Féminin, I. La pensée de la différence (1996) ; II. Dissoudre la hiérarchie (2002), Odile Jacob, 2007.
- Paola Tabet (trad. de l'italien), Les doigts coupés : Une anthropologie féministe, Paris, La Dispute, 2018, 291 p. (ISBN 978-2-84303-283-7) (traduit de l'italien)
- Huguette Dagenais, «Méthodologie féministe et anthropologie : une alliance possible». Anthropologie et Sociétés, 1085, 11 (1), 19–44, lire en ligne
- Deirdre Meintel, « Dix ans plus tard... les études féministes en anthropologie », Anthropologie et Sociétés, vol. 11, no 1,‎ 1987, p. 1–8 (ISSN 0702-8997 et 1703-7921, lire en ligne)
- Fenneke Reysoo, «Rencontre de l’anthropologie féministe et du développement», In : Sous le développement, le genre, Marseille : IRD Éditions, 2015,lire en ligne.

### En anglais
Études sur l'anthropologie féministe
- Johnna Dominguez, Marsha Franks, James H Boschma, (en) « Feminist Anthropology », sur Anthropology, 24 avril 2017 (consulté le 17 janvier 2021)
- (en) Amber Benezra, «Feminist Anthropology» in Macmillian Interdisciplinary Handbook: Gender/Nature, 2016 (lire en ligne)
- (en) Rachel Morgain, « Feminism and Anthropology », dans The International Encyclopedia of Anthropology, American Cancer Society, 2018 (ISBN 978-1-118-92439-6, DOI 10.1002/9781118924396.wbiea2126, lire en ligne), p. 1–3
- Angela Bratton, (May 1998)  «Feminist Anthropology», lire en ligne
- Henrietta Moore (en), (1988). Feminism and anthropology. Cambridge, Royaume-Uni, Polity Press.
- Kyoko Soga, «Feminist Anthropology», lire en ligne,  résumé de McGee, R et al.  (2004) Anthropological Theory: An Introductory History, New York: McGraw Hill.
- Pamela Geller, Miranda Stockett. 2006. Feminist Anthropology: Past, Present, and Future. University of Pennsylvania Press
- Rayna Rapp (en) Reiter (ed.), Toward an anthropology of women, New York, Monthly Review Press, 1975 (ISBN 978-0-85345-372-7, OCLC 1501926, lire en ligne)
- Margery Wolf, A Thrice-Told Tale Feminism, Postmodernism, and Ethnographic Responsibility. Stanford University Press, 1992.
- L. Nicholson, « Article Review on Michelle Rosaldo's 'The Use and Abuse of Anthropology' », Signs, vol. 7, no 42,‎ 1982, p. 732–735 (ISSN 0097-9740, DOI 10.1086/493918, lire en ligne)

Quelques études d'anthropologie féministe
- Lila Abu-Lughod (1993). Writing Women's Worlds: Bedouin Stories. University of California Press.
- Robbie Davis-Floyd (en) (1992/2003). Birth as an American rite of passage. Berkeley: University of California Press.
- Ruth Behar (en),Deborah A. Gordon (eds.), Women Writing Culture. University of California Press, 1995.
- Janice Boddy (en) (1990). Wombs and Alien Spirits: Women, Men, and the Zar Cult in Northern Sudan. University of Wisconsin Press.
- Carol Delaney (en). 1991. The Seed and the Soil: Gender and Cosmology in Turkish Village Society. University of California Press.
- Marcia C. Inhorn (en). 1994. Quest for conception: gender, infertility, and Egyptian medical traditions. University of Pennsylvania Press.
- Dorinne K. Kondo (en) (1990). Crafting selves: power, gender, and discourses of identity in a Japanese workplace. Chicago:University of Chicago Press.
- Margaret Lock (1993) Encounters with Aging: mythologies of menopause in Japan and North America. University of California Press.
- Catherine Lutz (en), « The Erasure of Women's Writing in Sociocultural Anthropology », American Ethnologist, vol. 17, no 4, 1990, p. 611–627, lire en ligne.
- Saba Mahmood, Politique de la piété. Le féminisme à l’épreuve du renouveau islamique, trad. Nadia Marzouki, Paris, La Découverte, 2009.
- Emily Martin. 2001. The Woman in the Body: A Cultural Analysis of Reproduction. Boston: Beacon Press.
- Irma McClaurin. 2001. Black Feminist Anthropology: Theory, Politics, Praxis, and Poetics. Rutgers University Press.
- Aihwa Ong (1987). Spirits of resistance and capitalist discipline : factory women in Malaysia. Albany, State University of New York Press.
- Rayna Rapp (en) (2000). Testing Women, Testing the Fetus : The Social Impact of Amniocentesis in America. New York: Routledge.
- Nancy Scheper-Hughes (1992). Death without weeping: the violence of everyday life in Brazil. Berkeley, University of California Press.
- Anna Lowenhaupt Tsing (1993). In the realm of the diamond queen : marginality in an out-of-the-way place. Princeton, Princeton University Press.